# Kelsi Dahlia

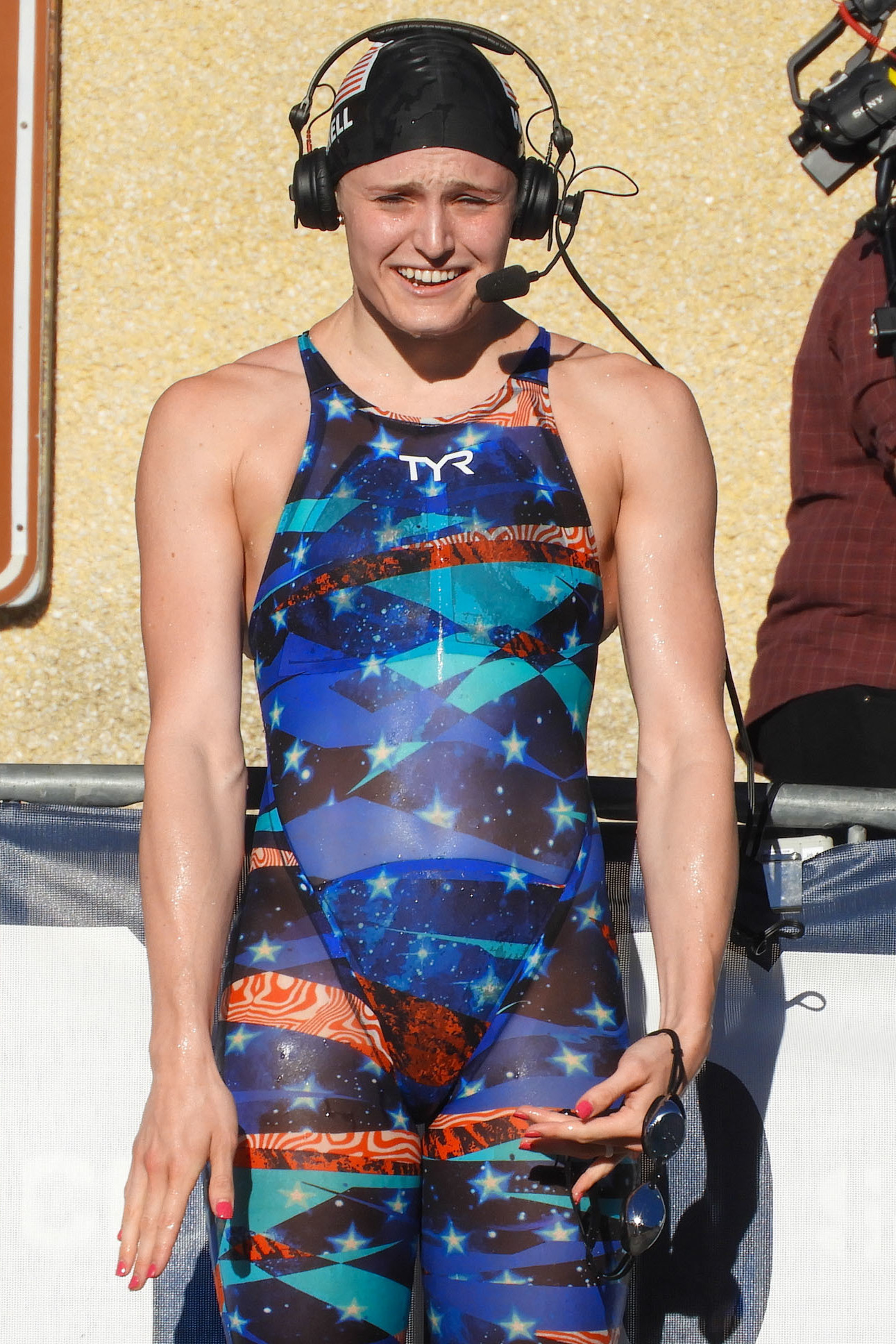
Kelsi Worrell 2017 in Santa Clara

Kelsi Worrell, nach Heirat ab 2018 Kelsi Dahlia (* 15. Juli 1994 in Voorhees Township, New Jersey), ist eine ehemalige Schwimmerin aus den Vereinigten Staaten. Sie gewann bei Olympischen Spielen eine Goldmedaille. Bei Weltmeisterschaften erhielt sie fünfmal Gold, zweimal Silber und einmal Bronze auf der 50-Meter-Bahn sowie elfmal Gold, viermal Silber und einmal Bronze auf der 25-Meter-Bahn.

## Sportliche Karriere

### Kelsi Worrell bis 2017
Kelsi Worrell besuchte die Rancocas Valley Regional High School in New Jersey. Von 2012 bis 2016 studierte sie an der University of Louisville und schwamm für deren Schwimmteam, die Cardinals. Nach ihrer Graduierung wurde sie Profi.
Worrell nahm bereits 2012 an den US Trials über 100 Meter Schmetterling teil und belegte den 62. Platz. Bei den Panamerikanischen Spielen 2015 in Toronto siegte sie über 100 Meter Schmetterling mit 0,22 Meter Vorsprung vor der Kanadierin Noemie Thomas. In der 4-mal-100-Meter-Lagenstaffel siegten Natalie Coughlin, Katie Meili, Kelsi Worrell und Allison Schmitt. Worrell erhielt außerdem eine Silbermedaille für ihren Vorlaufeinsatz in der 4-mal-100-Meter-Freistilstaffel.
Im Jahr darauf startete Worrell bei den Olympischen Spielen in Rio de Janeiro in zwei Disziplinen. Über 100 Meter Schmetterling war sie Vorlaufvierte in 56,97 Sekunden. Im Halbfinale wurde sie Neunte in 57,54 Sekunden und verfehlte den Finaleinzug um 0,08 Sekunden. Da die viertplatzierte Chinesin Chen Xinyi nachträglich wegen Doping disqualifiziert wurde, belegte Worrell letztlich den achten Platz. Die 4-mal-100-Meter-Lagenstaffel mit Olivia Smoliga, Katie Meili, Kelsi Worrell und Abbey Weitzeil schwamm die schnellste Vorlaufzeit. Im Endlauf waren Kathleen Baker, Lilly King, Dana Vollmer und Simone Manuel anderthalb Sekunden schneller als die Vorlaufstaffel und gewannen mit fast zwei Sekunden Vorsprung vor den Australierinnen und den Däninnen. Alle acht beteiligten Schwimmerinnen aus den Vereinigten Staaten erhielten eine Goldmedaille.
Ende 2016 bei den Kurzbahnweltmeisterschaften in Windsor erreichte die 4-mal-100-Meter-Freistilstaffel mit Katrina Marie Konopka, Katherine Drabot, Madison Kennedy und Ali De Loof das Finale mit der siebtschnellsten Vorlaufzeit. Im Finale siegten Amanda Weir, Kelsi Worrell, Madison Kennedy und Mallory Comerford mit über einer Sekunde Vorsprung vor den Italienerinnen. Die Vorlaufschnellsten aus Kanada wurden im Finale disqualifiziert. Über 200 Meter Schmetterling belegte Worrell den zweiten Platz mit 0,74 Sekunden Rückstand auf die Ungarin Katinka Hosszú. In der 4-50-Meter-Lagenstaffel schwammen im Vorlauf Ali De Loof, Molly Hannis, Sarah Gibson und Katrina Marie Konopka die zweitschnellste Zeit hinter den Kanadierinnen. Im Endlauf siegten Ali De Loof, Lilly King, Kelsy Worrell und Katrina Marie Konopka mit über zwei Sekunden Vorsprung vor den Italienerinnen und den Däninnen, das kanadische Quartett belegte den vierten Platz. Über 50 Meter Schmetterling wurde Worrell Zweite hinter der Dänin Jeanette Ottesen. Auch bei ihrem dritten Einzelstart erschwamm Worrell eine Silbermedaille, über 100 Meter Schmetterling schlug sie 0,1 Sekunden nach Katinka Hosszú an. Amanda Weir, Kelsi Worrell, Madison Kennedy und Katrina Marie Konopka wurden als 4-mal-50-Meter-Freistilstaffel Vierte mit 0,25 Sekunden Rückstand auf die drittplatzierten Italienerinnen. In der 4-mal-100-Meter-Lagenstaffel waren Hellen Stewart Moffitt, Molly Hannis, Sarah Gibson und Amanda Weir die schnellste Vorlaufstaffel. Im Finale schwammen Ali De Loof, Lilly King, Kelsi Worrell und Mallory Comerford fast fünf Sekunden schneller und siegten vor den Kanadierinnen und den Australierinnen. Eine vierte Goldmedaille gewann Worrell mit der 4-mal-50-Meter-Mixed-Lagenstaffel. Im Vorlauf waren Ali De Loof, Cody Miller, Matthew Josa und Mallory Comerford die schnellsten, im Endlauf siegten Tom Shields, Lilly King, Kelsi Worrell und Michael Chadwick.
2017 bei den Weltmeisterschaften in Budapest erreichte die 4-mal-100-Meter-Freistilstaffel mit Lia Neal, Kelsi Worrell, Olivia Smoliga und Mallory Comerford die schnellste Vorlaufzeit. Im Endlauf siegten Comerford, Worrell, Katie Ledecky und Simone Manuel mit 0,29 Sekunden Vorsprung vor den Australierinnen. Über 100 Meter Schmetterling gewann die Schwedin Sarah Sjöström vor der Australierin Emma McKeon und Kelsi Worrell. Über 50 Meter Schmetterling wurde Worrell Vierte mit einer Zehntelsekunde Rückstand auf die Silbermedaille. Die 4-mal-100-Meter-Lagenstaffel schwamm im Vorlauf mit Olivia Smoliga, Katie Meili, Sarah Gibson und Mallory Comerford. Im Endlauf waren Kathleen Baker, Lilly King, Kelsi Worrell und Simone Manuel fast zwei Sekunden schneller als die zweitplatzierten Russinnen. In den Mixed-Staffeln trat Worrell nur im Vorlauf an. Die 4-mal-100-Meter-Mixed-Lagenstaffel schwamm im Vorlauf mit Ryan Murphy, Kevin Cordes, Kelsi Worrell und Mallory Comerford; im Finale gewannen Matt Grevers, Lilly King, Caeleb Dressel und Simone Manuel. In der 4-mal-100-Meter-Mixed-Freistilstaffel erreichten Blake Pieroni, Townley Haas, Lia Neal und Kelsi Worrell das Finale mit der zweitbesten Vorlaufzeit. Im Endlauf siegten Caeleb Dressel, Nathan Adrian, Mallory Comerford und Simone Manuel mit über zwei Sekunden Vorsprung vor dem Quartett aus den Niederlanden.

### Kelsi Dahlia ab 2018
Nach ihrer Heirat trat die 1,80 Meter große Schwimmerin ab 2018 als Kelsi Dahlia an.
Bei den Pan Pacific Swimming Championships 2018 in Tokio wurde die 4-mal-100-Meter Freistilstaffel in der Besetzung Mallory Comerford, Margo Geer, Kelsi Dahlia und Simone Manuel Zweite hinter den Australierinnen. Über 100 Meter Schmetterling siegte die Japanerin Rikako Ikee vor Kelsi Dahlia und Emma McKeon. Eine dritte Silbermedaille erschwamm Dahlia zusammen mit Kathleen Baker, Lilly King und Simone Manuel in der 4-mal-100-Meter-Lagenstaffel.
Ende 2018 bei den Kurzbahnweltmeisterschaften in Hangzhou gewann Kelsi Dahlia neun Medaillen, darunter sieben Goldmedaillen. Die 4-mal-100-Meter-Freistilstaffel mit Olivia Smoliga, Lia Neal, Mallory Comerford und Kelsi Dahlia siegte im Finale mit 0,24 Sekunden Vorsprung vor den Niederländerinnen. Im Vorlauf waren noch Veronica Burchill und Erika Brown dabei. Über 200 Meter Schmetterling wurde Dahlia mit 0,13 Sekunden Rückstand Zweite hinter Katinka Hosszú. In der 4-mal-50-Meter-Lagenstaffel waren im Vorlauf Kathleen Baker, Katie Meili, Kendyl Stewart und Erika Brown angetreten. Im Finale schwammen Olivia Smoliga, Katie Meili, Kelsi Dahlia und Mallory Comerford einen neuen Weltrekord und hatten fast zwei Sekunden Vorsprung auf die zweitplatzierten Chinesinnen. Über 50 Meter Schmetterling siegte die Niederländerin Ranomi Kromowidjojo vor der Australierin Holly Barratt und Kelsi Dahlia, die 0,05 Sekunden vor der Französin Mélanie Henique anschlug. Über 100 Meter Schmetterling bezwang Dahlia als Siegerin ihre Landsfrau Kendyl Stewart um 0,21 Sekunden. Die 4-mal-50-Meter-Freistilstaffel schwamm im Vorlauf mit Lia Neal, Olivia Smoliga, Veronica Burchill und Erika Brown. Im Endlauf triumphierten Madison Kennedy, Mallory Comerford, Kelsi Dahlia und Erika Brown. Schließlich waren in der 4-mal-100-Meter-Lagenstaffel im Vorlauf Kathleen Baker, Melanie Margalis, Kendyl Stewart und Lia Neal die Schnellsten, das Finale gewannen Olivia Smoliga, Katie Meili, Kelsi Dahlia und Mallory Comerford. In der 4-mal-50-Meter-Mixed-FReistilstaffel waren im Vorlauf Michael Andrew, Michael Chadwick, Olivia Smoliga und Madison Kennedy dabei, im Endlauf stellten Caeleb Dressel, Ryan Held, Mallory Comerford und Kelsi Dahlia einen neuen Weltrekord auf und hatten 0,62 Sekunden Vorsprung vor der niederländischen Staffel. In der 4-mal-50-Meter-Mixed-Lagenstaffel schwammen im Vorlauf Ryan Murphy, Katie Meili, Kendyl Stewart und Michael Chadwick. Olivia Smoliga, Michael Andrew, Kelsi Dahlia und Caeleb Dressel hatten im Finale 0,65 Sekunden Vorsprung vor dem Quartett aus den Niederlanden.
2019 bei den Weltmeisterschaften in Gwangju erreichte die 4-100-Meter-Freistilstaffel mit Lia Neal, Margo Geer, Abbey Weitzeil und Allison Schmitt das Finale mit der viertschnellsten Vorlaufzeit. Mallory Comerford, Abbey Weitzeil, Kelsi Dahlia und Simone Manuel waren im Endlauf über fünf Sekunden schneller als die Vorlaufstaffel und gewannen Silber hinter den Australierinnen. Über 100 Meter Schmetterling belegte Kelsi Dahlia den sechsten Platz, sie war die einzige Vertreterin der Vereinigten Staaten im Finale. Über 50 Meter Schmetterling siegte Sarah Sjöström vor Ranomi Kromowidjojo. Dahinter erreichten drei Schwimmerinnen innerhalb von 0,03 Sekunden das Ziel. Dritte wurde die Ägypterin Farida Osman vor Kelsi Dahlia und der Französin Marie Wattel. In der 4-mal-100-Meter-Lagenstaffel waren Olivia Smoliga, Melanie Margalis, Katie McLaughlin und Mallory Comerford die Vorlaufschnellsten. Im Finale schwammen Regan Smith, Lilly King, Kelsi Dahlia und Simone Manuel neuen Weltrekord und siegten mit drei Sekunden Vorsprung. In der 4-mal-100-Meter-Mixed-Lagenstaffel schwammen Matt Grevers, Andrew Wilson, Kelsi Dahlia und Mallory Comerford die schnellste Vorlaufzeit. Im Finale siegte das australische Quartett mit 0,02 Sekunden Vorsprung vor Ryan Murphy, Lilly King, Caeleb Dressel und Simone Manuel.
Kelsi Dahlia stellte 2020 einen neuen Kurzbahnweltrekord mit der 4-mal-100-Meter-Lagenstaffel auf und verbesserte 2021 den Kurzbahnweltrekord über 100 Meter Schmetterling. An internationalen Meisterschaften nahm sie nach 2019 nicht mehr teil.